# Jezebel (blog)
Jezebel était un  blogue destiné aux femmes lancé en 2007 par Gawker Media et qui appartient à Univision Communications.   
Le 9 novembre 2023, après 16 ans d'existence, le site ferme ses portes.

## Histoire
Jezebel est lancé le 21 mai 2007 et présenté comme le 14e blog de Gawker. Selon la fondatrice Anna Holmes (en), le site nait de la volonté de mieux satisfaire le lectorat féminin du blog Gawker.com, qui compose 70% du lectorat à ce moment-là. Le manifeste de Jezebel annonce que le site va "tenter de récupérer tout le contenu plutôt mièvre et insignifiant qui lui est envoyé pour lui donner davantage de sens, tout en traitant aussi les thèmes plus sérieux en les rendant plus amusants à lire, ou plus personnels, ou en faire le sujet de ses blagues sexuelles plutôt sophistiquées. À la base nous voulions produire le type de magazine féminin que nous aurions voulu lire". Un des principes du site selon Holmes est d'éviter de faire des "blagues misogynes sur le poids des femmes". Le nom du site fait référence aux stéréotypes relatif à la sexualité des femmes Afro-Américaines.
Au lancement de  Jezebel's, le comité éditorial comprenait Holmes, qui travaillait auparavant pour Star et InStyle, l'éditeur Moe Tkacik, qui a été reporter au Wall Street Journal et l'éditrice associée Jennifer Gerson, une des assistantes précédentes de l'éditrice en chef Roberta Myers (en) chez Elle. Gerson quitte le site en mai 2008 pour devenir éditrice de la section Femme du site web de Polo Ralph Lauren. Tkacik quitte le site en août 2008 pour travailler chez Gawker.com, après avoir brièvement accepté une offre d'emploi de Radar. Tkacik est licencié durant une vague de restructuration de l'entreprise en octobre. Holmes quitte le site en juin 2010 et Jessica Coen la remplace au poste d'éditrice en chef. Parmi les personnes employées par le site figurent Madeleine Davies, Kelly Faircloth, Hillary Crosley, Kate Dries et Callie Beusman.
Jezebel est un des six sites achetés par Univision Communications au cours de leur acquisition de Gawker Media en août 2016.

## Éditrices en chef
| Éditrice en chef           | Éditrice de | Éditrice jusque |
| -------------------------- | ----------- | --------------- |
| Anna Holmes                | 2007        | 2010            |
| Jessica Coen               | 2010        | 2014            |
| Emma Carmichael            | 2014        | 2017            |
| Koa Beck                   | 2017        | 2018            |
| Julianne Escobedo Shepherd | 2018        | actuelle (2019) |

## Couverture médiatique
Durant les premiers jours de son lancement, Jezebel offre une récompense de 10,000 $ pour le meilleur exemple de photo de couverture de magazine avant retouche pour la publication. La photo qui remporte le concours, annoncée en juillet 2007, est une photo de  Faith Hill qui est utilisée en couverture de Redbook. Jezebel pointe sur 11 modalités selon lesquelles la photo a été radicalement modifiée, incluant la façon dont le bras de Hill a été retouché,. L'éditrice en chef de Redbook Stacy Morrison indique que les retouches de la photo sont en ligne avec les standards de l'industrie et que Redbook mène une enquête pour savoir comment la photo a été rendue publique. La couverture médiatique de la controverse inclut des discussions et des interviews sur NBC's Today show ainsi que d'autres publications,,.
En décembre 2007, Jezebel atteint 10 millions de vues mensuelles. Nick Denton, le propriétaire de Gawker, signale la popularité montante de Jezebel's comme l'un des facteurs de la perte de trafic sur le site principal de Gawker.com, qui chute de 11 millions de vues à 8 millions d'octobre à décembre 2007.
Un article de juillet 2007 paru dans l'Ottawa Citizen inclut Jezebel comme l'un des sites lancés qui font partie de ce qui est nommé une «évolution œstrogène en ligne» se référant à une révélation de comScore indiquant que les sites web basés sur des communautés de femmes étaient ceux parmi lesquels, avec les sites politiques, on trouvait la plus forte croissance. L'article cite également une recherche de Ad Age indiquant que l'utilisation que les femmes font d'Internet est en passe de dépasser celle des hommes.
En 2010, Jezebel reçoit une forte couverture médiatique pour sa critique de la façon dont The Daily Show traite les femmes écrivaines et correspondantes. À la suite de cette publicité, le site est parodié comme étant une sorte de JoanOfSnark.com dans un épisode de 30 Rock, TGS Hates Women (TGS déteste les femmes, cinquième saison, épisode 16). Un article de Slate critique alors le blog ainsi que des blogs féministes similaires pour sa manipulation du lectorat en vue d'obtenir des vues en masquant la colère (souvent dirigée contre des femmes) et pour sa promotion de comportements de groupes fermés plutôt que le recours à un discours rationnel.
Kashmir Hill de Forbes critique le blog à deux occasions. En 2012, Jezebel fait face à des critiques quand sont publiées des photos capture écran d'une vidéo relatant un viol, et certaines membres menacent de boycotter le site. Plus tard en novembre 2012, Jezebel est critiqué pour avoir publié les noms d'adolescents ayant posté des tweets racistes à la suite de la réélection de Barack Obama.
Le site a parfois été critiqué sur la façon dont il traite des questions de racisme, notamment sa sélection en juillet 2014 d'une femme blanche préférée à une candidate noire (présente sur le site depuis sa fondation) pour le poste d'éditrice en chef,.
En 2014, des personnes contribuant au site de Jezebel accusent Gawker Media de n'avoir pas traité une affaire de harcèlement envers son personnel et son lectorat, harcèlement qui incluait des images sur le thème du viol et des menaces de violences. Dans la publication en ligne intitulée We Have a Rape Gif Problem and Gawker Media Won't Do Anything About It (traduction Nous avons un problème de gif sur le viol et Gawker ne veut rien faire) le personnel du site écrit que «des ou un individu a utilisé des comptes intraçables pour poster des gifs de pornographie violentes dans la section discussion des témoignages sur Jezebel durant des mois.
En 2014, Caitlin Dewey du The Washington Post critique Jezebel pour la publication d'un article concernant l'édition de février de Vogue et la photo retouchée de l'actrice Lena Dunham en première page de couverture ainsi que des images retouchées de l'actrice dans le magazine. Dewey parle d'une  «auto parodie féministe», indiquant que l'éditrice en chef Jessica Coen ne formule pas seulement des objections sur les retouches d'images irréalistes et malsaines qui influent sur notre conception de ce qui constitue une taille et forme normale, mais aussi sur «tout type d'altération», ce qui selon elle «ne sert pas vraiment cette cause»  qui est de combattre les distorsions de l'image de la femme dans la publicité.
Le théoricien de l'évolution Geoffrey Miller a sévèrement critiqué les sites webs comme Jezebel et en a discuté dans le contexte de  chasses aux sorcières et d'inquisitions modernes.
En février 2019 Jezebel publie un article dénonçant la Ligue du LOL à la suite de la révélation du harcèlement commis par certains membres de ce groupe fermé sur Facebook, et qui ciblait principalement des femmes, des hommes homosexuels et des personnes racisées,.